# Hydrochara lineata
Hydrochara lineata är en skalbaggsart som först beskrevs av Leconte 1855.  Hydrochara lineata ingår i släktet Hydrochara och familjen palpbaggar. Inga underarter finns listade i Catalogue of Life.